# Boarmia subtuniformis
Boarmia subtuniformis là một loài bướm đêm trong họ Geometridae.